# پنست جراحی

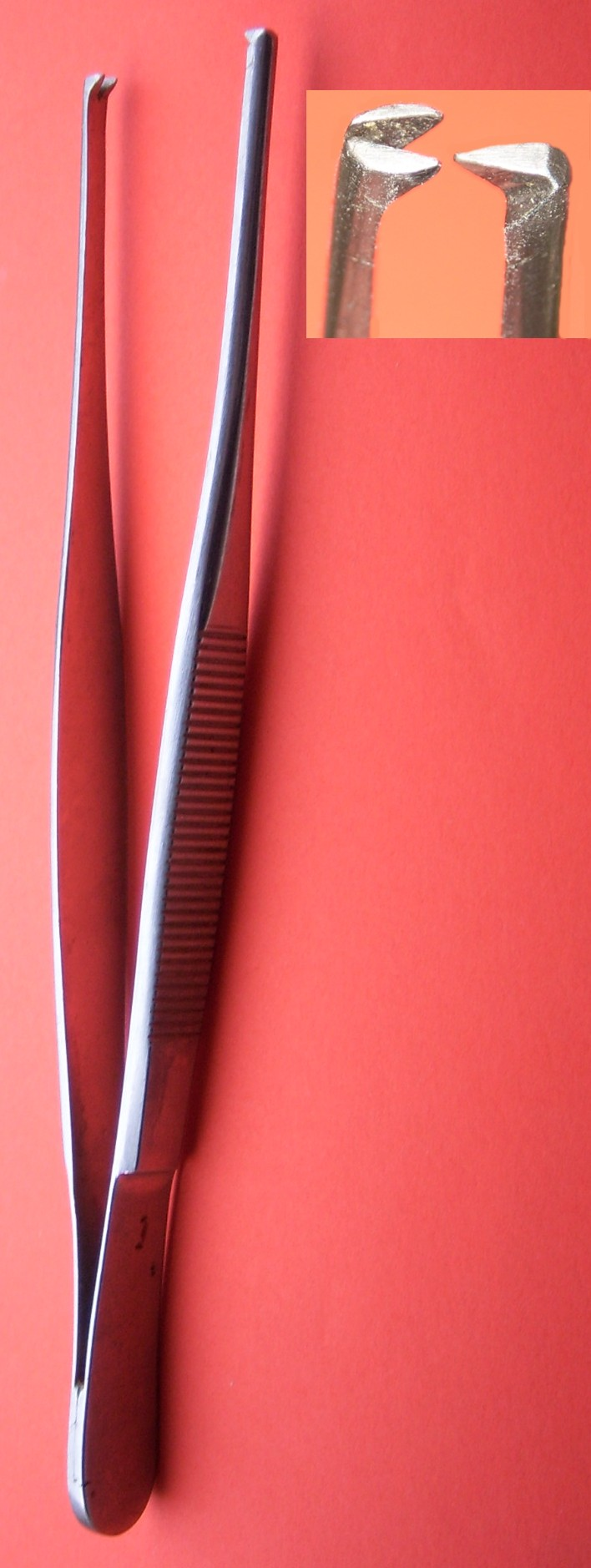
پنست جراحی دندانه‌دار

پنست جراحی (به آلمانی: Chirurgische Pinzette) عضوی از خانوادهٔ فورسپس‌های جراحی بوده و با این تفاوت که فاقد ضامن قفل است.

## کاربرد
- پنست‌ها جهت گرفتن نسوج (بافت‌های) ظریف و کمک به بخیه‌زدن، مورد استفاده قرار می‌گیرند.

## نگارخانه

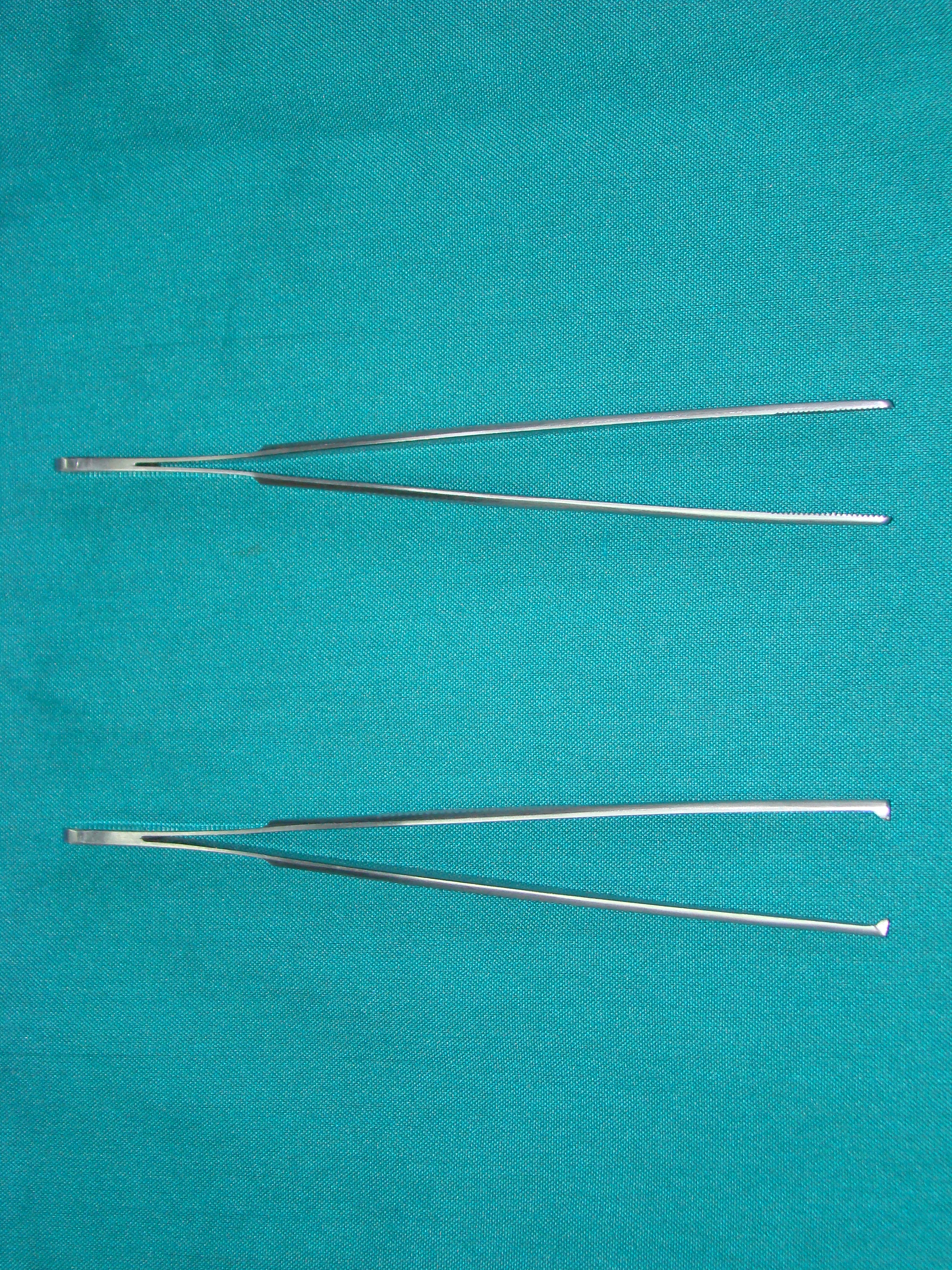
پنست با و بی دندانه
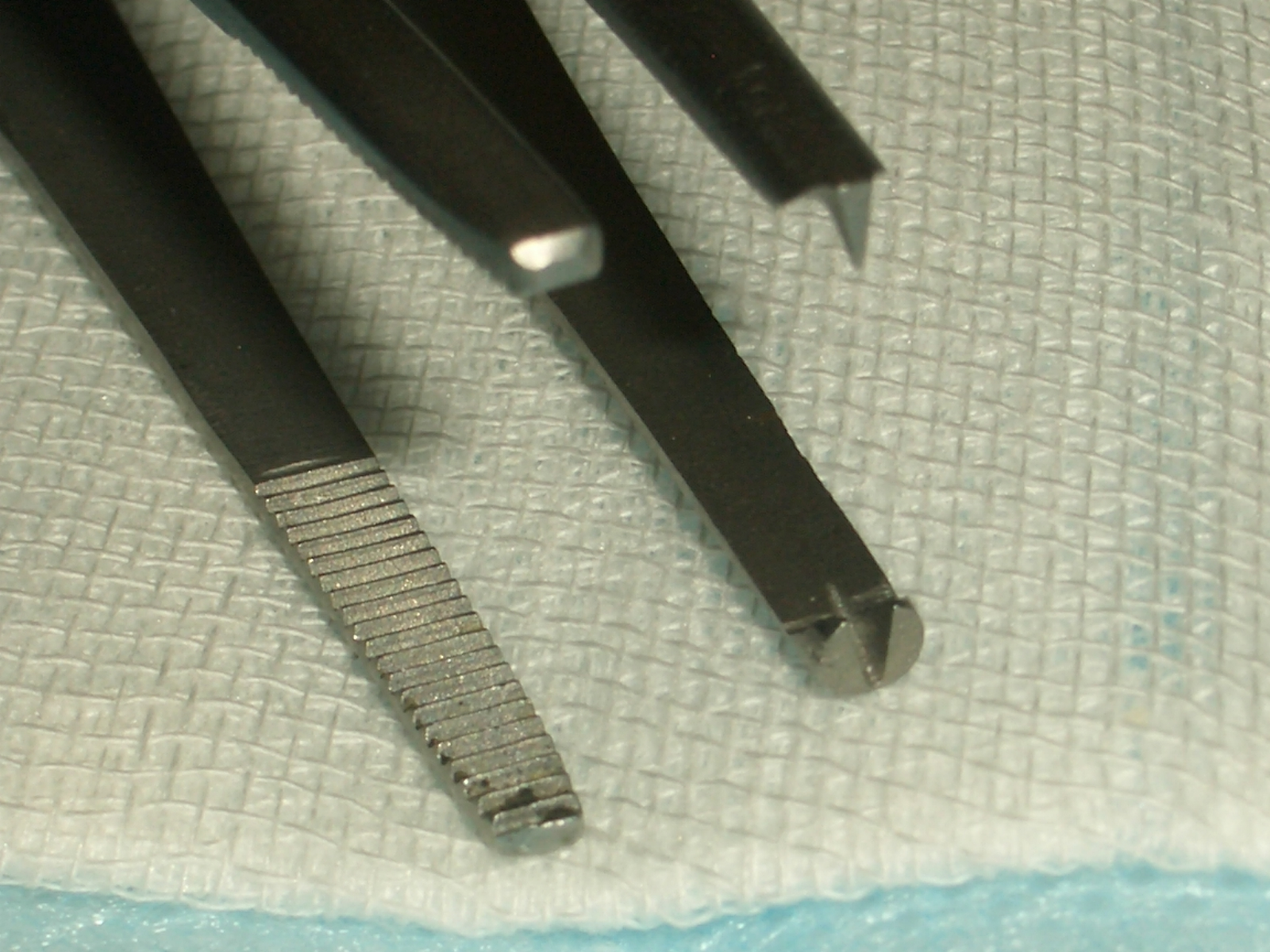
پنست با و بی دندانه